# Tahitina
Tahitina is een geslacht van rechtvleugeligen uit de familie krekels (Gryllidae). De wetenschappelijke naam van dit geslacht is voor het eerst geldig gepubliceerd in 1933 door Hebard.

## Soorten
Het geslacht Tahitina  is monotypisch en omvat slechts de volgende soort:
- Tahitina mumfordi (Hebard, 1933)